# Elven Webb
Pour les articles homonymes, voir Webb.
Elven Webb est un directeur artistique britannique né le 29 août 1910 en Angleterre et mort en septembre 1979 à Londres (Angleterre).

## Filmographie (sélection)
- 1944 : L'Héroïque Parade (The Way Ahead) de Carol Reed
- 1945 : César et Cléopâtre (Caesar and Cleopatra) de Gabriel Pascal
- 1945 : Brève Rencontre (Brief Encounter) de David Lean
- 1948 : Les Chaussons rouges (The Red Shoes) de Michael Powell et Emeric Pressburger
- 1950 : Le Chevalier de Londres (The Elusive Pimpernel) de Michael Powell et Emeric Pressburger
- 1951 : Le Voyage fantastique (No Highway) d'Henry Koster
- 1952 : Le Mur du son (The Sound Barrier) de David Lean
- 1952 : L'Homme qui regardait passer les trains (The Man Who Watched Trains go by) d'Harold French
- 1952 : Moulin Rouge de John Huston
- 1953 : L'Homme de Berlin (The Man Between) de Carol Reed
- 1963 : Cléopâtre (Cleopatra) de Joseph L. Mankiewicz
- 1965 : Bunny Lake a disparu (Bunny Lake Is Missing) d'Otto Preminger
- 1967 : La Mégère apprivoisée (The Taming of the Shrew) de Franco Zeffirelli
- 1967 : Le Bobo (The Bobo) de Robert Parrish
- 1969 : Enfants de salauds (Play Dirty) d'André de Toth
- 1969 : Gonflés à bloc (Monte Carlo or Bust!) de Ken Annakin
- 1970 : La Lettre du Kremlin (The Kremlin Letter) de John Huston

## Distinctions
Oscar des meilleurs décors

### Récompenses
- Oscars 1964 pour Cléopâtre

### Nominations
- Oscars 1968 pour La Mégère apprivoisée